# Paperweight
Paperweight ("presse-papier") is een boek van Stephen Fry, dat in 1992 voor het eerst verscheen in het Verenigd Koninkrijk.
Het boek bevat een brede selectie van Fry's geschreven werk, met commentaren, recensies en andere kritieken. In het boek staan ook transcripten van verschillende radioprogramma's, zoals 22 afleveringen van de serie Loose Ends van BBC Radio 4 die in het teken stonden van de excentrieke professor Donald Trefusis van de Universiteit van Cambridge, die later een belangrijke rol zou vervullen in Fry's eerste roman The Liar.
Paperweight bevat ook het script van het toneelstuk Latin! (or Tobacco and Boys), een vroeg werk van Fry dat in 1980 de Fringe First won op de Edinburgh Festival Fringe.